# 超導量子干涉儀

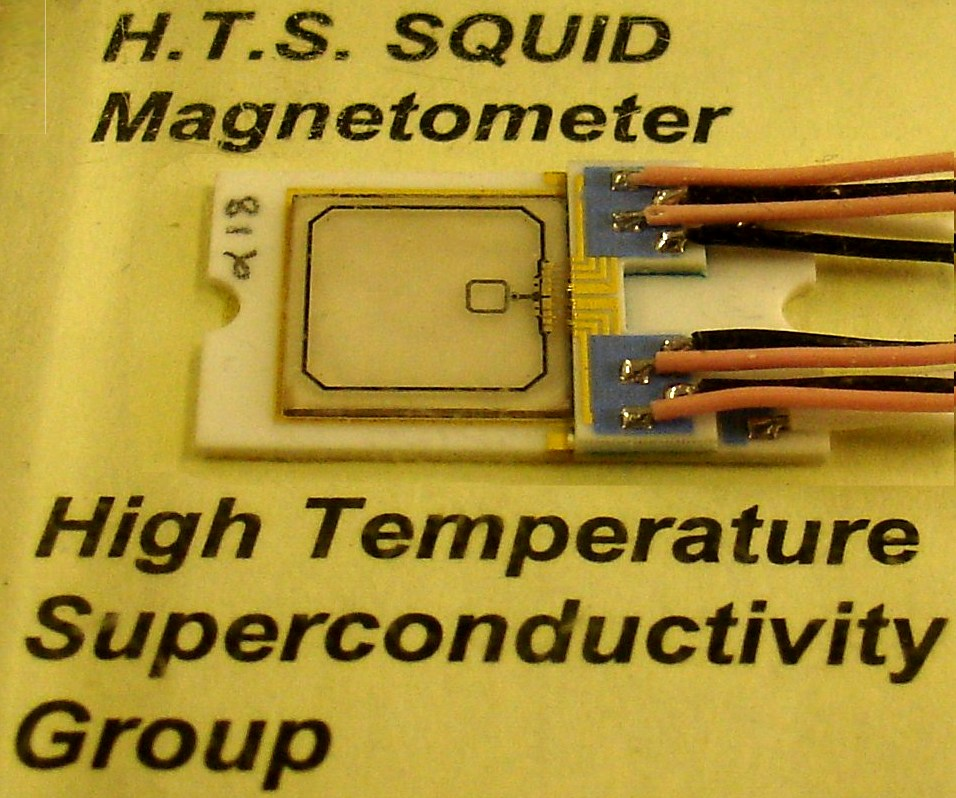
SQUID的传感部件

超導量子干涉儀（英語：Superconducting QUantum Interference Device），為一種極高靈敏度的磁力计，可用以探測極小磁場；其工作原理是利用包含約瑟夫森接面的超導線圈。
SQUIDs可以探测低到5阿托特斯拉（5×10−18 T）的磁场。SQUID可分為两种：直流和射頻。射頻SQUID只需要一个約瑟夫森接面, 虽然灵敏度较前者低，然生产成本更低。

## 直流SQUID的原理
直流SQUID有两个平行约瑟夫节组成一个超导线圈，其功能建立在约瑟夫森效应的基础之上。首先，在没有外场的情况下，输入电流I被分成两路；其次，加上外场，产生感生电流Is，又称屏蔽电流，感生电流与原来两路电流方向一个相同一个相反融入,成为I/2+Is和I/2-Is；最后，当任何一路电流大小超越约瑟夫节的临界电流时，约瑟夫节两端就有了电压。
如果外加磁场流超过半个磁流元，SQUID 会与众不同得产生相反方向的感应电流来补上那小半个磁流元。原因有两点：一是超导线圈包含的磁流必须为整数倍的磁流元 ，二则产生感应电流屏蔽原来的大半个磁流元所花费的能量大于补上小半个磁流元所需的能量。显然，屏蔽电流在磁流为半整数倍的磁流元时会更改方向。所以临界电流会随着外加磁场而震荡. 如果输入电流总是大于临界电流，则 SQUID 总是处于电阻模式. 电压是外加磁场的函数，震荡周期是磁流元Φ0. 由于直流SQUID的电流-电压是特性曲线是滞后类型, 一个分流电阻R架设于节的两端来消除滞后回线， (对铜氧化物超导来说本身的节的电阻就够了). 屏蔽电流等于外加磁场流除以超导线圈自身的电感. 这样， ΔΦ 约等于  ΔV 的函数(磁流-电压转换)[1][2] :
∆V = R ∆I
2I = 2 ∆Φ/L, 这里 L 超导线圈的自感
∆V = (R/L) ∆Φ

## 應用

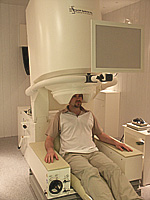
腦磁成像儀

目前作為醫學上核磁共振成像儀的新版本，增強其解析度。另外作為地底石油與礦物的探勘偵測也在試驗中，軍事上有增強反潛機探測潛艇的能力，但還在理論階段。